# Melodifestivalen 2015
Le Melodifestivalen 2015 est le concours de chansons qui permet de sélectionner l'artiste qui représentera la Suède au Concours Eurovision de la chanson 2015.
Pour la quatorzième année consécutive, le concours se compose de quatre demi-finales, d'une Seconde chance (Andra Chansen), et d'une finale. Un des changements majeurs de l'année 2015 est cependant le nombre de candidats par demi-finale : de huit il passe à sept. Cependant, ce sont douze candidats qui concourront en finale et non plus dix. En effet, si les règles des demi-finales ne changent pas (les deux premiers sont qualifiés en finale, le troisième et le quatrième vont à la Andra Chansen et les autres sont éliminés), ce ne seront plus deux mais quatre chansons qui pourront passer de l'Andra Chansenà la finale.

## Format
Le Melodifestivalen 2015 se déroule dans les plus grandes villes de Suède. La première demi-finale est à Göteborg le 7 février, la deuxième à Malmö le 14 février, la troisième à Östersund le 21 février et la quatrième à Örebro le 28 février. L'épreuve de Seconde chance se tient à Helsingborg le 7 mars. La grande finale est à Stockholm le 14 mars. 

### Calendrier
| Emission        | Ville       | Lieu              | Date       |
| --------------- | ----------- | ----------------- | ---------- |
| 1re demi-finale | Göteborg    | Scandinavium      | 7 février  |
| 2e demi-finale  | Malmö       | Malmö Arena       | 14 février |
| 3e demi-finale  | Östersund   | Östersund Arena   | 21 février |
| 4e demi-finale  | Örebro      | Conventum Arena   | 28 février |
| Seconde chance  | Helsingborg | Helsingborg Arena | 7 mars     |
| Finale          | Stockholm   | Friends Arena     | 14 mars    |

## Demi-finales
- Candidat qualifié en finale
- Candidat qualifié en Andra Chanson

### Demi-finale 1
| # | Artiste                         | Chanson             | Paroles / Musique                                                                | Place | Résultats       |
| - | ------------------------------- | ------------------- | -------------------------------------------------------------------------------- | ----- | --------------- |
| 1 | Molly Pettersson Hammar         | I'll be fine        | Molly Pettersson Hammar, Lisa Desmond, Tim Larsson, Tobias Lundgren, Gavin Jones | 6     | Éliminé         |
| 2 | Daniel Gildenlöw                | Pappa               | Daniel Gildenlöw                                                                 | 7     | Éliminé         |
| 3 | Rickard Söderberg & Elize Ryd   | One by one          | Elize Ryd, Jimmy Jansson, Karl-Ola Kjellholm, Sharon Vaughn                      | 5     | Éliminé         |
| 4 | Dolly Style                     | Hello Hi            | Emma Nors, Palle Hammarlund, Jimmy Jansson                                       | 3     | Deuxième Chance |
| 5 | Behrang Miri feat. Victor Crone | Det rår vi inte för | Behrang Miri, Albin Johnsén, Måns Zelmerlöw, Tony Nilsson                        | 3     | Deuxième Chance |
| 6 | Jessica Andersson               | Can't Hurt me Now   | Aleena Gibson, Fredrik Thomander                                                 | 1     | Finaliste       |
| 7 | Eric Saade                      | Sting               | Sam Arash Fahmi, Fredrik Kempe, Hamed "K-one" Pirouzpanah, David Kreuger         | 1     | Finaliste       |

### Demi-finale 2
| # | Artiste                          | Chanson                  | Paroles / Musique                                                          | Place | Résultats       |
| - | -------------------------------- | ------------------------ | -------------------------------------------------------------------------- | ----- | --------------- |
| 1 | Linus Svenning                   | Forever starts today     | Aleena Gibson, Anton Malmberg Hård af Segerstad, Fredrik Kempe             | 3     | Deuxième Chance |
| 2 | Emelie Irewald                   | Där och då med dig       | Emelie Irewald                                                             | 6     | Éliminé         |
| 3 | Samir & Viktor                   | Groupie                  | Anton Malmberg Hård af Segerstad, Maria Smith, Kevin Högdahl, Viktor Thell | 3     | Deuxième Chance |
| 4 | Neverstore                       | If I was God for one day | Thomas G:son, John Gordon, Jacob Widén                                     | 5     | Éliminé         |
| 5 | Marie Bergman & Sanne Salomonsen | Nonetheless              | Andreas Stone Johansson, Allison Kaplan                                    | 7     | Éliminé         |
| 6 | Magnus Carlsson                  | Möt mig i Gamla stan     | Thomas G:son, Lina Eriksson                                                | 1     | Finaliste       |
| 7 | Mariette                         | Don't Stop Believing     | Miss Li (Linda Karlsson), Sonny Gustafsson                                 | 1     | Finaliste       |

### Demi-finale 3
| # | Artiste              | Chanson                       | Paroles / Musique                                              | Place | Résultats       |
| - | -------------------- | ----------------------------- | -------------------------------------------------------------- | ----- | --------------- |
| 1 | Ellen Benediktson    | Insomnia                      | Ellen Benediktson, Anders Wrethov                              | 5     | Éliminé         |
| 2 | Kalle Johansson      | För din skull                 | Martin Eriksson, Thomas G:son, Thomas Karlsson                 | 6     | Éliminé         |
| 3 | Andreas Weise        | Bring Out the Fire            | Henrik Jansson, Thomas G:son, Anton Malmberg Hård af Segerstad | 3     | Deuxième Chance |
| 4 | Andreas Johnson      | Living to die                 | Andreas Johnson, Bobby Ljunggren, Karl-Ola Kjellholm           | 7     | Éliminé         |
| 5 | Isa                  | Don't Stop                    |                                                                | 1     | Finaliste       |
| 6 | Kristin Amparo       | I see You                     |                                                                | 3     | Deuxième Chance |
| 7 | Jon Henrik Fjällgren | Jag är fri (Manne Liem Frije) | Jon Henrik Fjällgren, Erik Holmberg, Tony Malm, Josef Melin\|  | 1     | Finaliste       |

### Demi-finale 4
| # | Artiste             | Chanson               | Paroles / Musique                                                               | Place | Résultats       |
| - | ------------------- | --------------------- | ------------------------------------------------------------------------------- | ----- | --------------- |
| 1 | Midnight Boy        | Don't say no          | Johan Krafman, Kristofer Östergren, Olle Blomström                              | 7     | Éliminé         |
| 2 | Caroline Wennergren | Black Swan            | Nicklas Eklund, Joel DeLuna, Aimee Bobruk                                       | 5     | Éliminé         |
| 3 | JTR                 | Building it Up        | John Andreasson, Tom Lundbäck, Robin Lundbäck, Erik Lewander, Iggy Strange Dahl | 1     | Finaliste       |
| 4 | Hasse Andersson     | Guld och gröna skogar | Anderz Wrethov, Elin Wrethov, Johan Bejerholm, Johan Deltinger                  | 3     | Deuxième Chance |
| 5 | Dinah Nah           | Make me (La La La)    | Dinah Nah, Dr. Alban (Alban Nwapa), Jakke Erixson, Karl-Ola Kjellholm           | 3     | Deuxième Chance |
| 6 | Annika Herlitz      | Ett andetag           | Amir Aly, Maciel Numhauser, Robin Abrahamsson, Sharon Dyall, Sharon Vaughn      | 6     | Éliminé         |
| 7 | Måns Zelmerlöw      | Heroes                | Anton Malmberg Hård af Segerstad, Joy Deb, Linnea Deb                           | 1     | Finaliste       |

## Seconde Chance
La Seconde Chance (ou Andra Chansen en suédois) a eu lieu le 7 mars 2015.
| Duel | Artiste                         | Chanson               | Télévote | Résultat  |
| ---- | ------------------------------- | --------------------- | -------- | --------- |
| I    | Andreas Weise                   | Bring Out the Fire    | 402,521  | Éliminé   |
| I    | Linus Svenning                  | Forever Starts Today  | 531,109  | Qualifié  |
| II   | Hasse Andersson                 | Guld och gröna skogar | 599,724  | Qualifié  |
| II   | Kristin Amparo                  | I See You             | 441,015  | Éliminée  |
| III  | Dolly Style                     | Hello Hi              | 404,960  | Éliminées |
| III  | Dinah Nah                       | Make Me (La La La)    | 524,887  | Qualifiée |
| IV   | Behrang Miri feat. Victor Crone | Det rår vi inte för   | 297,739  | Éliminés  |
| IV   | Samir & Viktor                  | Groupie               | 628,022  | Qualifiés |

## Finale
La finale du Melodifestivalen 2015 se déroulera la 14 mars 2015 au Friends Arena à Stockholm. Les douze chansons qui ont été qualifiées lors des demi-finales et de l'épreuve de "Deuxième Chance" s'affronteront.
| #  | Artiste              | Chanson                       | Paroles et musique                                                                           |
| -- | -------------------- | ----------------------------- | -------------------------------------------------------------------------------------------- |
| 1  | Samir & Viktor       | Groupie                       | Anton Malmberg Hård af Segerstad, Maria Smith, Kevin Högdahl, Viktor Thell                   |
| 2  | JTR                  | Building it Up                | John Andreasson, Tom Lundbäck, Robin Lundbäck, Erik Lewander, Iggy Strange Dahl              |
| 3  | Dinah Nah            | Make Me (La La La)            | Dinah Nah, Dr. Alban (Alban Nwapa), Jakke Erixson, Karl-Ola Kjellholm                        |
| 4  | Jon Henrik Fjällgren | Jag är fri (Manne Liem Frije) | Jon Henrik Fjällgren, Erik Holmberg, Tony Malm, Josef Melin                                  |
| 5  | Jessica Andersson    | Can't Hurt Me Now             | Aleena Gibson (en) (tm), Fredrik Thomander (tm)                                              |
| 6  | Måns Zelmerlöw       | Heroes                        | Anton Malmberg Hård af Segerstad, Joy Deb, Linnea Deb                                        |
| 7  | Linus Svenning       | Forever starts today          | Aleena Gibson, Anton Malmberg Hård af Segerstad, Fredrik Kempe                               |
| 8  | Isa                  | Don't Stop                    | Isa Tengblad, Johan Ramström, Gustaf Svenungsson, Magnus Wallin, Oscar Merner                |
| 9  | Magnus Carlsson      | Möt mig i Gamla stan          | Thomas G:son, Lina Eriksson                                                                  |
| 10 | Eric Saade           | Sting                         | Sam Arash Fahmi (tm), Fredrik Kempe (tm), Hamed "K-one" Pirouzpanah (tm), David Kreuger (tm) |
| 11 | Mariette             | Don't Stop Believing          | Miss Li (Linda Karlsson), Sonny Gustafsson                                                   |
| 12 | Hasse Andersson      | Guld och gröna skogar         | Anderz Wrethov, Elin Wrethov, Johan Bejerholm, Johan Deltinger                               |

### Points et classement
| No | Chanson                       | Drapeau de l'Estonie | Drapeau de Malte | Drapeau de l'Arménie | Drapeau de la France | Drapeau d’Israël | Drapeau de la Slovénie | Drapeau de Chypre | Drapeau de la Belgique | Drapeau du Royaume-Uni | Drapeau des Pays-Bas | Drapeau de l'Autriche | Points des jurys | Téléphone et SMS | Téléphone et SMS | Téléphone et SMS | Total | Place |
| No | Chanson                       | Drapeau de l'Estonie | Drapeau de Malte | Drapeau de l'Arménie | Drapeau de la France | Drapeau d’Israël | Drapeau de la Slovénie | Drapeau de Chypre | Drapeau de la Belgique | Drapeau du Royaume-Uni | Drapeau des Pays-Bas | Drapeau de l'Autriche | Points des jurys | Nombre           | Pourcentage      | Points           | Total | Place |
| -- | ----------------------------- | -------------------- | ---------------- | -------------------- | -------------------- | ---------------- | ---------------------- | ----------------- | ---------------------- | ---------------------- | -------------------- | --------------------- | ---------------- | ---------------- | ---------------- | ---------------- | ----- | ----- |
| 1  | Groupie                       | –                    | 8                | –                    | –                    | –                | –                      | 4                 | 10                     | 1                      | 6                    | –                     | 29               | 65 927           | 4,2%             | 20               | 49    | 8     |
| 2  | Building It Up                | 6                    | –                | –                    | 6                    | 1                | –                      | –                 | 8                      | –                      | –                    | –                     | 21               | 14 236           | 0,9%             | 4                | 25    | 10    |
| 3  | Make Me (La La La)            | –                    | 10               | –                    | –                    | 2                | –                      | 1                 | –                      | –                      | 1                    | –                     | 14               | 28 094           | 1,8%             | 8                | 22    | 12    |
| 4  | Jag är fri (Manne Liem Frije) | 2                    | –                | 8                    | 8                    | –                | 1                      | –                 | 4                      | 12                     | 8                    | 8                     | 51               | 288 964          | 18,6%            | 88               | 139   | 2     |
| 5  | Can't Hurt Me Now             | –                    | 6                | 4                    | 1                    | –                | 4                      | –                 | –                      | –                      | –                    | –                     | 15               | 25 721           | 1,7%             | 8                | 23    | 11    |
| 6  | Heroes                        | 12                   | 12               | 12                   | 12                   | 6                | 12                     | 12                | 12                     | 8                      | 12                   | 12                    | 122              | 545 601          | 35,1%            | 166              | 288   | 1     |
| 7  | Forever Starts Today          | 4                    | –                | 2                    | 2                    | 4                | 6                      | 6                 | 1                      | 6                      | –                    | 10                    | 41               | 57 838           | 3,7%             | 18               | 59    | 6     |
| 8  | Don't Stop                    | 10                   | 2                | –                    | –                    | –                | 8                      | –                 | –                      | 10                     | 4                    | 4                     | 38               | 60 213           | 3,9%             | 18               | 56    | 7     |
| 9  | Möt mig i Gamla stan          | –                    | –                | 1                    | –                    | –                | –                      | 8                 | –                      | –                      | –                    | 1                     | 10               | 59 811           | 3,8%             | 18               | 28    | 9     |
| 10 | Sting                         | 1                    | 1                | 10                   | 4                    | 10               | –                      | 2                 | 6                      | 2                      | 10                   | 2                     | 48               | 96 237           | 6,2%             | 29               | 77    | 5     |
| 11 | Don't Stop Believing          | 8                    | 4                | 6                    | 10                   | 12               | 10                     | 10                | 2                      | 4                      | 2                    | 6                     | 74               | 90 749           | 5,8%             | 28               | 102   | 3     |
| 12 | Guld och gröna skogar         | –                    | –                | –                    | –                    | 8                | 2                      | –                 | –                      | –                      | –                    | –                     | 10               | 222 166          | 14,3%            | 68               | 78    | 4     |

### Jury
Les membres du jury 2015 sont :
- Arménie : Gahar Gasparyan
- Autriche : Conchita Wurst
- Belgique : Axel Hirsoux
- Chypre : Klitus Klitou
- Estonie : Mart Normet
- France : Bruno Berberes
- Israël : Moshe Morad
- Malte : Daniel D'Anastasi
- Pays-Bas : Daniel Dekker
- Royaume-Uni : Simon Proctor
- Slovénie : Maja Keuc

## À l'Eurovision

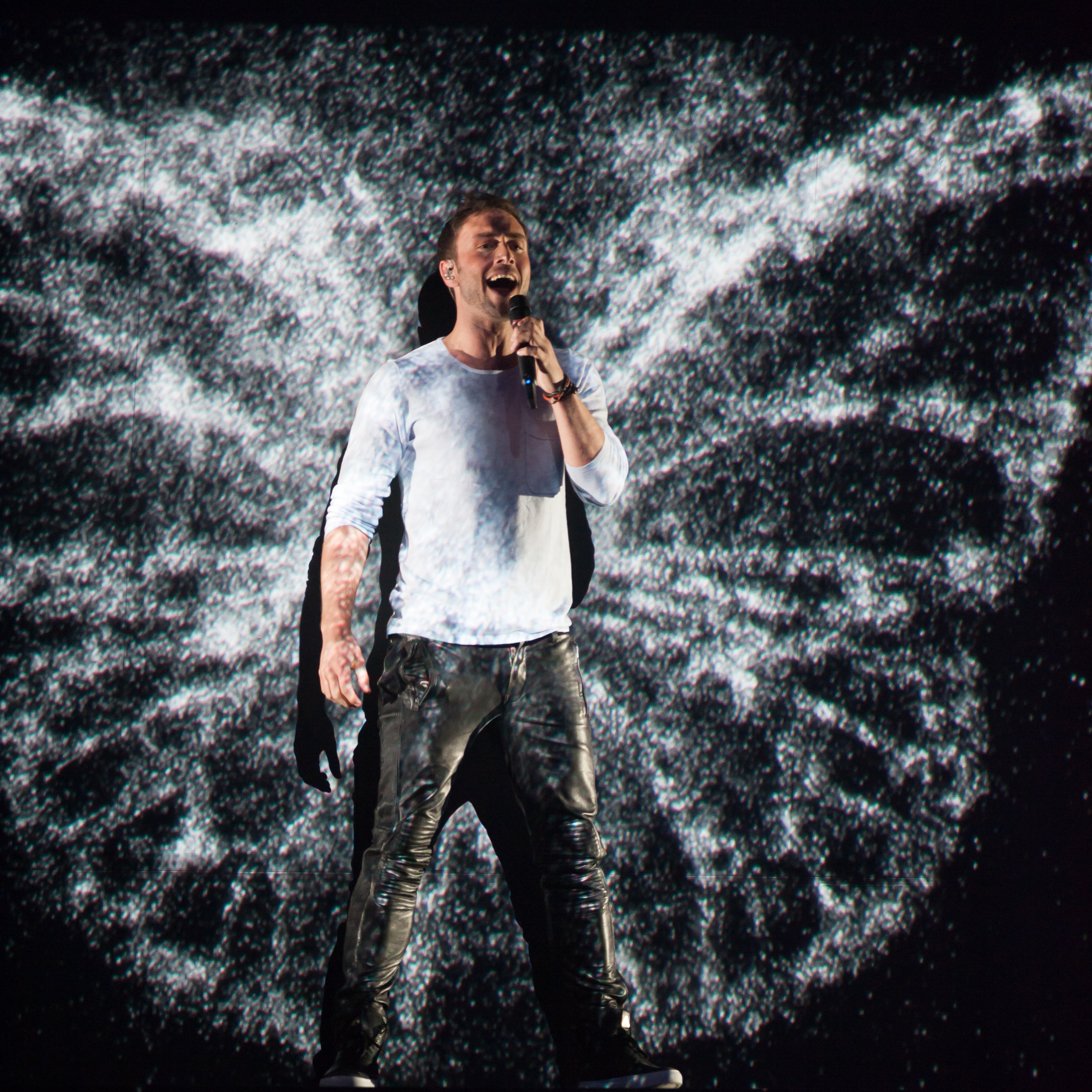
Måns Zelmerlöw sur la scène du Concours Eurovision de la chanson 2015.

Lors de l'Eurovision 2015, la Suède participe à la deuxième demi-finale, le 21 mai 2015. Elle s'y classe 1re avec un total de 217 points et est donc qualifiée pour la finale du 23 mai 2015. Lors de celle-ci, la Suède obtient 365 points, ce qui lui permet de remporter la victoire. C'est alors la sixième victoire suédoise à l'Eurovision.